# Mangatangi parvum
Genre
Espèce
Mangatangi parvum, unique représentant du genre Mangatangi, est une espèce d'opilions eupnois de la famille des Neopilionidae.

## Distribution
Cette espèce est endémique de Nouvelle-Zélande.

## Description
Le mâle holotype mesure 2,74 mm.

## Publication originale
- Taylor, 2013 : « Further notes on New Zealand Enantiobuninae (Opiliones, Neopilionidae), with the description of a new genus and two new species. » ZooKeys, no 263, p. 59–73 (texte intégral).